# زيركان (مهر أنرود)
زیرکان (بالفارسية: زیرکان) هي منطقة سكنية تقع في إيران في قسم مهر أنرود المرکزي الريفي. يقدر عدد سكانها بـ 284 نسمة .